# Reverse Cowgirl (South Park)
«Reverse Cowgirl» («Mujeres arriba» en Hispanoamérica) es el primer episodio de la decimosexta temporada de la serie animada South Park, y el episodio Nº 224 en general. El episodio se estrenó en Comedy Central el 14 de marzo de 2012 en Estados Unidos. En este episodio, surge una catástrofe nacional después que la madre de Clyde haya fallecido porque Clyde siempre se olvida de bajar la tapa del inodoro, pero ella no se había molestado en mirar la tapa antes de sentarse.
El episodio fue escrito y dirigido por el cocreador de la serie Trey Parker con clasificación TV-MA L en los Estados Unidos.

## Trama
La historia comienza con Clyde Donovan que recibió un regaño de su madre llamada Betsy por dejar levantada la tapa del inodoro, siendo enterados por Kyle, Cartman, Stan y Kenny quienes estuvieron en el baño, Clyde se sintió muy avergonzado que pidió a sus amigos mantener la situación en secreto y no decir nada en la escuela, pero Cartman logra burlarse de Clyde frente a todos los estudiantes, mientras que Butters está asombrado de saber que cada persona se sienta en el inodoro de espaldas al tanque, ya que él se sienta frente al inodoro para utilizar el tanque como un estante para leer historietas y tomar bebidas. De repente, Betsy aparece en la escuela en plena clase para llevar a Clyde de vuelta a casa y obligarle a bajar la tapa del inodoro, llegó la noche y Clyde una vez más se olvidó bajar la tapa causando que Betsy caiga al inodoro y que los órganos quedaran atrapados después de una succión derivando el deceso.
La muerte de Betsy hace que la Administración de Seguridad de inodoros implemente nuevas regulaciones de seguridad a todos los inodoros, incluyendo el requisito de que todos los inodoros estén equipados con arneses y cámaras de seguridad, llevando a inspecciones sorpresas en cada hogar de las personas. Cartman y toda la ciudad están indignados y reaccionan en contra de aquellas medidas, aunque se produce un cisma entre mujeres, que insisten en que los hombres deben cerrar la tapa, y los hombres que opinan que las mujeres deberían comprobar si la tapa esté abajo antes de sentarse en el inodoro. Mientras tanto, Kyle, Stan, Jimmy y Clyde buscan un recurso legal con un abogado especializado en demandar a personas fallecidas y decide llevar a cabo una "medium-demanda" que entrará en contacto con el espíritu de John Harington, el inventor del inodoro, sin embargo, los intentos del abogado no entraron en contacto con Harington, y después de cada intento, extorsiona más dinero de los chicos.
Un empleado del TSA que se masturba mientras vigila las cámaras de seguridad de cada baño, observa que Cartman con una pistola, ha asesinado a una inspectora de control de TSA y un bebé rehén en su baño antes de bloquear su cámara. Randy conduce al público de South Park argumentando en contra del TSA y el hecho de que permitió a un terrorista con un arma y un bebé pasarse por control de seguridad, también manifiesta que todos los ciudadanos están decididos a contactarse con Harington a través de la medium-demanda. Durante el juicio público, apareció el fantasma de Betsy diciéndole a Clyde que el abogado es un fraude, y que su muerte se debe a la culpabilidad de Clyde por no bajar la tapa del inodoro. Minutos después se asomó el fantasma de Harington mostrándose enojado, y argumentó que no es culpa de nadie, que todas las personas usan el inodoro de manera equivocada, él anuncia que el uso adecuado del inodoro es sentándose frente al estanque para colocar libros y bebidas (tal como lo había anunciado Butters). Cuando Randy pregunta que el uso obligaría a quitarse completamente los pantalones, Harington responde que es afirmativo y que había diseñado el agujero para colocar la ropa sucia, para sorpresa de Randy y los demás. Clyde eventualmente comienza a usar el inodoro de la manera mostrada por Harington, pero desafiantemente levantó la tapa, miró hacia arriba mostrando el dedo medio hacia su madre fallecida.

## Recepción
Ryan McGee del sitio The AV Club calificó al episodio un A- disfrutando la sátira de la invasión del gobierno a las libertades civiles estadounidenses, y el reemplazo de la responsabilidad personal por parte de algunos estadounidenses con litigios superfluos. Mientras que McGee sentía que las escenas que la reacción de Cartman a la TSA era una recompensa que vale la pena, y que el uso de la demostración de "rareza" proporcionó momentos finales fuertes.
Max Nicholson del sitio IGN calificó al episodio un 7.5 sobre 10 señalando el "doble golpe" de abordar la etiqueta social de asientos de inodoro y la Administración de Seguridad de inodoros, además opinó que usaron bien a Cartman para hacer lo que de otro modo habría sido una broma difícil para mí durante un episodio completo. Nicholson también consideró que, si bien burlándose de la TSA fue un poco anticuado, todavía había potencial para el humor en ese tema, en particular, la masturbación del jefe monitor de cámaras de seguridad. Nicholson sentía que eran menos graciosas las escenas que albergaron momentos inteligentes pero no sobresalientes, y que parecían un relleno, aunque alababa la convergencia de las dos historias por el clímax del episodio.
Jacob Kleinman de International Business Times sentía que las bromas más divertidas del episodio eran aquellas que incluían a Cartman y Randy, mientras que Eve Conte de Geeks of Doom comentó: "Todo acerca de éste episodio es muy estupendo".